# Trenčianske Mitice
Trenčianske Mitice (em húngaro: Trencsénmitta) é um município da Eslováquia, situado no distrito de Trenčín, na região de Trenčín. Tem 12,84 km² de área e sua população em 2018 foi estimada em 774 habitantes.

## Demografia
| Ano:        | 1994 | 2004   | 2014   | 2024    |
| ----------- | ---- | ------ | ------ | ------- |
| Broj ljudi: | 735  | 716    | 773    | 877     |
| Razlika:    |      | -2,58% | +7,96% | +13,45% |

| Ano:               | 2023 | 2024   |
| ------------------ | ---- | ------ |
| Número de pessoas: | 858  | 877    |
| Diferença:         |      | +2,21% |